# Classe Borodino (nave da battaglia)
La classe Borodino fu una classe di corazzate pre-dreadnought costruite per la Voenno-morskoj flot tra il 1899 ed il 1905. La classe comprendeva complessivamente cinque unità e prese il nome dalla prima di esse che fu varata.
Le Borodino erano caratterizzate da diverse limitazioni tecniche, tanto che sono state considerate da alcuni ingegneri navali come tra le peggiori navi da battaglia mai costruite.

## Caratteristiche tecniche

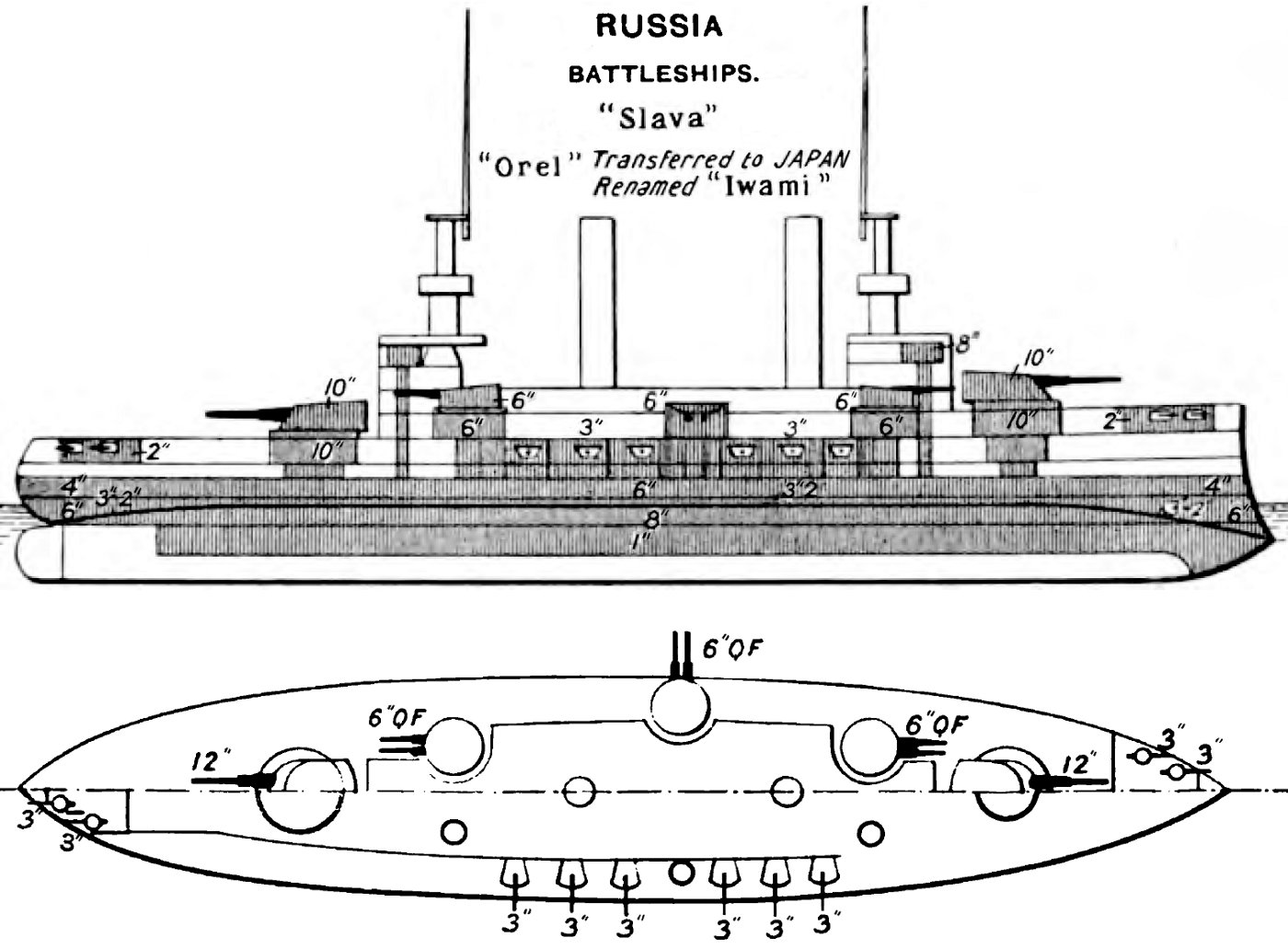
Progetto di base delle navi classe Borodino

Le unità della classe Borodino erano basate sulla precedente nave da battaglia Cesarevič, che era stata costruita su progetto francese a La Seyne-sur-Mer e combatté come ammiraglia nella battaglia del Mar Giallo nel 1904. La marina russa accettò di acquistare la nave, a condizione di poter costruire altri cinque scafi basati sullo stesso progetto e poterli modificare secondo le proprie esigenze. Le navi classe Borodino erano lunghe complessivamente 121,1 m (118,69 metri lungo la linea di galleggiamento) e larghe 23,2 m. Aveva un pescaggio di 8,9 m, di 0,965 m superiore ai dati di progetto. Il dislocamento a pieno carico raggiungeva le 14.378 t, quasi 508 t in più di quello calcolato da progetto di 13.733 t. I due motori a vapore a tripla espansione da 4 cilindri, che muovevano eliche quadripala, erano alimentati da 12 caldaie a tubi d'acqua tipo Belleville che fornivano vapore ad una pressione di 1.925 kPa (279 psi). I motori erogavano una potenza complessiva di 15.800 hp (11.782 kW), anche se durante alcuni test si riuscirono a raggiungere i 16.378 hp (12.213 kW). La velocità massima era di 17,64 nodi (32,67 km/h). A pieno carico la Borodino poteva portare 1.372 t di carbone, che garantivano un'autonomia di 2.590 nm (4.800 km) ad una velocità di 10 nodi (19 km/h). Erano installate 4 dinamo a vapore, ognuna con una capacità di 150 kW, e 2 generatori ausiliari da 64 kW ciascuno.
La batteria principale era composta di 4 cannoni da 305 mm costruiti a San Pietroburgo dalle officine Obuchov, divisi in due torrette sistemate una a prua ed una a poppa. Il rateo di fuoco era di circa un colpo al minuto ed ogni cannone disponeva di 60 colpi. I 12 cannoni da 152 mm erano disposti in sei torrette elettroattuate sistemate sul ponte. Il rateo di fuoco era di tre colpi al minuto e ogni cannone disponeva di 180 colpi. Dei 20 cannoni da 75 mm, 4 erano montati in casematte poste appena sotto le torrette principali, due per ogni lato, come difesa anti-torpediniera. Questi cannoni erano montati ben al di sopra della linea di galleggiamento, in modo da garantire il loro funzionamento in qualsiasi condizione atmosferica, a differenza dei restanti 16 che invece erano montati in casematte situate nel ponte inferiore, vicino all'acqua, e distribuite su tutta la lunghezza della nave. Come la Cesarevič, anche le nuove corazzate presentavano la una vistosa campanatura dello scafo, che se da un lato migliorava la navigazione specialmente nei canali e nei corsi d'acqua, dall'altra rendeva la nave particolarmente instabile nel caso in cui esse avesse imbarcato acqua. L'inadeguatezza di tale design fu dimostrata quando una della navi di tale classe, l'Imperator Aleksandr III, fatta virare ad alta velocità durante alcuni test, si inclinò di 15° ed iniziò ad imbarcare acqua attraverso le casematte del ponte inferiore. Ogni cannone da 75 mm aveva 300 colpi a disposizione. Dei cannoni da 47 mm (1,9"), 4 furono rimossi prima che del completamento ed i rimanenti furono usati per sparare salve di saluto. Dei 4 tubi lanciasiluri da 381 mm (15"), 2 erano posti sopra il livello dell'acqua, rispettivamente uno a prua ed uno a poppa, con 2 siluri ciascuno. I restanti 2, anch'essi situati uno a prua ed uno a poppa, erano sommersi ed avevano 3 siluri ciascuno. Dei 4 tubi, 2 furono rimossi prima del 1904, anche se non è noto quali furono mantenuti.
Alcuni dei problemi riscontrato furono risolti dai giapponesi durante la ricostruzione della Orël, catturata nella battaglia di Tsushima.

## Le navi
- Borodino
- Imperator Aleksandr III
- Orël
- Knâz Suvorov
- Slava

## Storia
Le Borodino presero parte alla guerra russo-giapponese. Delle cinque unità, l'unica che non partecipò alla battaglia di Tsushima fu la Slava, che non era stata ancora ultimata. Le altre quattro unità salparono per combattere i giapponesi facendo il periplo dell'Africa e portandosi in estremo oriente, agli ordini dell'ammiraglio Zinovij Petrovič Rožestvenskij. Se sulla carta esse avevano buone possibilità contro ogni corazzata giapponese, in pratica furono disastrosamente battute a Tsushima, la più grande battaglia di corazzate pluricalibro della storia. La Borodino, l'Imperator Aleksandr III e la Knâz Suvorov affondarono, mentre la Orël fu catturata dai giapponesi. Questa, ribattezzata Iwami, fu estesamente modificata ed impiegata dalla marina giapponese prima come nave da battaglia ed in seguito come nave da difesa costiera fino al 1924, quando fu impiegata come nave bersaglio durante un'esercitazione e affondata da un attacco aereo.
Anche l'ultima unità della classe, la Slava, venne persa nel 1917 dopo uno scontro con la König, che dimostrò la superiorità delle corazzate monocalibro sulle navi di vecchia generazione.